# Lesley Manville
Lesley Ann Manville OBE (12 març, 1956) és una actriu anglesa de teatre, cinema, i televisió.
Manville col·labora sovint amb el director Mike Leigh. Per la seva feina en la pel·lícula Tot o res (2002) i a Un altre any (2010) va guanyar el premi de actriu britànica de l'any del London Film Critics Circle. Per aquesta última, també va guanyar el premi de millor actriu del National Board of Review. Manville ha rebut dues nominacions de premis BAFTA com a actriu secundària, per Un altre any i Phantom Thread de Paul Thomas Anderson (2017). Per el paper de Phantom Thread va rebre també una nominació de l'Oscar a la millor actriu secundària. És també coneguda pel seu paper a Maleficent (2014).

## Filmografia

### Cinema
| Any          | Títol                                           | Paper                             | Notes         |
| ------------ | ----------------------------------------------- | --------------------------------- | ------------- |
| 1985         | Dance with a Stranger                           | Maryanne                          |               |
| 1987         | Sammy and Rosie Get Laid                        | Margy                             |               |
| 1987         | High Season                                     | Carol                             |               |
| 1988         | High Hopes                                      | Laetitia Boothe-Braine            |               |
| 1996         | Secrets i mentides (Secrets & Lies)             | Jenny Ford la treballadora social |               |
| 1999         | Milk                                            | Fiona                             |               |
| 1999         | Topsy-Turvy                                     | Lucy Gilbert                      |               |
| 1999         | Toy Boys                                        | Mrs. Allen                        | Short film    |
| 2002         | All or Nothing                                  | Penny                             |               |
| 2004         | Vera Drake                                      | Mrs. Wells                        |               |
| 2005         | The Great Ecstasy of Robert Carmichael          | Sarah Carmichael                  |               |
| 2007         | Richard Is My Boyfriend                         | Mare                              |               |
| 2007         | Sparkle                                         | Jill                              |               |
| 2010         | Un altre any (Another Year)                     | Mary                              |               |
| 2010         | Womb                                            | Judith                            |               |
| 2013         | Romeo and Juliet                                | La infermera                      |               |
| 2013         | A Five Star Life                                | Kate Sherman                      |               |
| 2013         | Spike Island                                    | Margaret                          |               |
| 2013         | The Christmas Candle                            | Bea Haddington                    |               |
| 2014         | Maleficent                                      | Flittle                           |               |
| 2014         | Mr. Turner                                      | Mary Somerville                   |               |
| 2015         | Molly Moon and the Incredible Book of Hypnotism | Miss Adderstone                   |               |
| 2016         | Rupture                                         | Dr. Nyman                         |               |
| 2017         | Hampstead                                       | Fiona                             |               |
| 2017         | Phantom Thread                                  | Cyril Woodcock                    |               |
| 2019         | Eternament enamorats                            | Joan                              |               |
| 2019         | Maleficent: Mistress of Evil                    | Flittle                           |               |
| Per estrenar | Misbehaviour                                    | Dolores Hope                      | Postproducció |
| Per estrenar | Let Him Go                                      | Blanche Weboy                     | Postproducció |